# H Two O
H Two O sind ein britisches DJ-Duo aus Leicester aus dem Bereich Garage-House.
H Two O sind die beiden Engländer Selim Ben Rabha und Simon McDevitt, die sich auch DJ Solution und Oz nennen. Sie hatten sich bei DJ-Auftritten in Clubs kennengelernt und waren auch gemeinsam als Studenten an der Universität von Nottingham. 2007 hatten sie einen großen Clubhit mit dem Titel What's It Gonna Be. Das Lied war bereits eineinhalb Jahre vorher entstanden, doch dauerte es einige Zeit, bis eine Plattenfirma gefunden war. Für den Gesang hatten sie sich mit Platnum aus Manchester zusammengeschlossen. Im Februar 2008 gelangte der Titel auch in die britischen Single-Charts und stieg dort bis auf Platz 2. Auch in Irland (Platz 7) und den Niederlanden (Platz 33) kam das Lied in die offiziellen Charts.

## Diskografie
Singles
- 2008: What’s It Gonna Be (H Two O feat. Platnum)